# Angelo Sodano
Pour les articles homonymes, voir Sodano.
Angelo Sodano, né le 23 novembre 1927 à Isola d'Asti dans le Piémont en Italie et mort le 27 mai 2022 à Rome, est un cardinal catholique italien, cardinal secrétaire d'État de la Curie romaine de 1990 à 2006 et doyen du Collège des cardinaux du 30 avril 2005 au 21 décembre 2019.
Le cumul de ces deux offices n'avait plus eu lieu depuis 1828 en la personne du cardinal Giulio Maria della Somaglia.
Ses liens avec la dictature chilienne et l'Opus Dei, son rôle dans l’étouffement des affaires de pédophilie au sein de l’Église et la protection du prêtre mexicain Marcial Maciel ainsi que son train de vie fastueux font de ce proche collaborateur de Jean-Paul II une personnalité controversée du Vatican. 

## Biographie

### Jeunesse
Angelo Sodano est le deuxième des six enfants de Giovanni et Delfina Sodano. Sa famille et son cadre social sont marqués par une vie religieuse intense.

### Études et vie de prêtre
À l'issue de ses études de philosophie et de théologie, Angelo Sodano est ordonné prêtre à Asti par Umberto Rossi, évêque de la ville. En 1959, il intègre l'université pontificale du Latran, pour suivre des études de droit canonique, ainsi que l'Université pontificale grégorienne, pour approfondir ses études de théologie. Il les complète par une formation au sein de l'Académie diplomatique papale. Après son doctorat en théologie et en droit canonique, il entre dans le service diplomatique du Saint-Siège. Comme secrétaire de nonciature, il travaille en Équateur (en), en Uruguay (en) et au Chili (en). La veille de l'élection du pape Paul VI, il obtient le titre de Monsignore. En 1968, il devient membre du Conseil pour les relations bilatérales et multilatérales de la Curie romaine.

### Archevêque et nonce
Le 30 novembre 1977, il est nommé archevêque titulaire de Nova Caesaris (de) et nonce apostolique au Chili (en) par Paul VI. Avant de partir pour son nouvel office, il est consacré évêque par le cardinal Antonio Samorè dans l'église Saint-Second d'Asti (it) avec comme co-consécrateurs Agostino Casaroli et Nicola Cavanna (it).
Au Chili, prenant le contre-pied de l'archevêque de Santiago, Silva Henriquez, qui travaille à contrer le pouvoir de la junte militaire, Sodano travaille, via la nomination des évêques, à faire évoluer l'église chilienne vers le conservatisme. Au sein de cette institution globalement hostile au régime militaire d'Augusto Pinochet, le nonce recherche des personnalités plus accommodantes avec le pouvoir en place. Il soutient notamment l'association sacerdotale « Pia Union », contrôlée par le curé de la paroisse d'El Bosque, Fernando Karadima, dans l'église duquel il fait de nombreux séjours. Il favorise l'expansion de l'influence de Karadima au sein de l'église chilienne après avoir été nommé à Rome ; son rôle dans la « dynamique de camouflage » qui couvre les abus sexuels de Karadima auprès des membres de son association (notamment des mineurs) n'est évoqué qu'après la condamnation de l'abbé chilien par la congrégation pour la doctrine de la foi en 2011.
Comme nonce apostolique, il joue un rôle important pendant les négociations diplomatiques afin de mettre fin au conflit du canal Beagle qui opposait le Chili et l'Argentine. Depuis 1881, ces deux pays s'affrontaient dans un conflit frontalier en Terre de Feu, située à l'extrême sud du continent américain. Après plus de cent ans d'affrontements, ce traité, négocié grâce à la médiation d'Angelo Sodano, est ratifié par les deux pays le 2 mai 1985.

### Secrétaire pour les relations avec les États

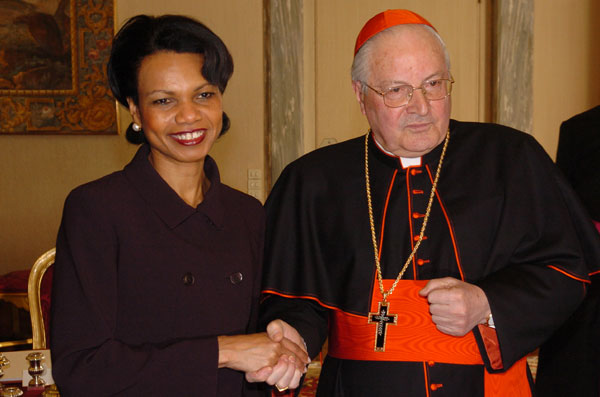
Angelo Sodano et Condoleezza Rice le 8 février 2005 au Vatican.

Rentré à Rome en 1988, il devient le bras droit du cardinal secrétaire d'État Agostino Casaroli ; il est nommé secrétaire pour les relations avec les États le 1er mars 1989, poste qui est affilié à la Secrétairerie d'État depuis la réorganisation de la Curie romaine en 1988. Cette fonction est l'équivalent de celle d'un ministre des Affaires étrangères.
Dans le même temps, il représente le Saint-Siège au cours d'un grand nombre de conférences internationales, notamment pendant les réunions des ministres des Affaires étrangères de la CSCE (devenue l'OSCE en 1995) à Vienne, Copenhague, New York et Paris.

### Cardinal et cardinal secrétaire d'État
Le 1er décembre 1990, il est nommé pro-secrétaire d'État après la démission du cardinal Casaroli qui a atteint la limite d'âge traditionnelle de 75 ans pour les évêques. Lors du consistoire du 28 juin 1991, il est créé cardinal par le pape Jean-Paul II avec le titre de cardinal-prêtre de Santa Maria Nuova. Dès le lendemain, il est nommé cardinal secrétaire d'État.
Le 10 janvier 1994, il est nommé cardinal-évêque par le pape Jean-Paul II, avec le titre d'Albano et le 30 novembre 2002 - au jour près vingt-cinq ans après sa consécration d'évêque - il est nommé vice-doyen du Collège des cardinaux.
Depuis août 1991, le cardinal Sodano a accompagné Jean-Paul II lors de cinquante-trois de ses voyages dans différents pays.

Au mois de novembre 2002, il atteint la limite d'âge de 75 ans et remet sa démission. Le pape Jean-Paul II lui demande de rester à son poste pour une durée non déterminée. L'aggravation de l'état de santé du pape l'oblige à prendre en charge de plus en plus d'obligations. Il est auprès de lui pendant toutes ses interventions publiques comme lors de la prière de l'Angelus au mois de mars 2005. Quelques jours plus tard, c'est aussi lui qui célèbre la messe de Pâques sur la place Saint-Pierre. Après cette messe, le pape, gravement malade, donne la bénédiction urbi et orbi sans pouvoir s'exprimer. À la suite de la bénédiction, le cardinal Sodano s'adresse dans différentes langues aux fidèles pour les vœux de Pâques traditionnels.

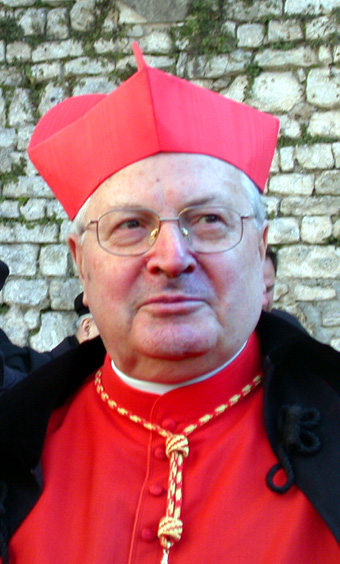
Le cardinal Angelo Sodano, secrétaire d'État du Vatican, lors des festivités de San Ponziano à Pérouse le 15 janvier 2006.

Après l'élection du cardinal Joseph Ratzinger, qui était alors doyen du Collège des cardinaux, c’est le cardinal Sodano, qui en tant que vice-doyen, lui pose la question : Acceptasne electionem de te canonice factam in Summum Pontificem? (Est-ce que tu acceptes l'élection...?). C’est aussi lui qui prend en charge tous les autres devoirs du doyen pendant cette phase de transition comme la transmission de l'anneau du pêcheur lors de l'intronisation du nouveau pape.
Un des premiers actes du pape Benoît XVI est de confirmer Angelo Sodano dans sa fonction de cardinal secrétaire d'État, qu'il assumera encore plus d'une année, jusqu'en septembre 2006. Il aura donc assumé cette charge pendant une période de presque quinze ans, une des plus longues dans l'histoire.

### Doyen du Collège des cardinaux
Peu de temps après, il est élu doyen du Collège des cardinaux par les cardinaux-évêques, décision confirmée par le pape Benoît XVI le 30 avril 2005. Comme il est de coutume, en tant que doyen, il est évêque titulaire d'Ostie, titre qu'il détient en supplément de son diocèse titulaire d'Albano.
Il est ainsi doyen du Collège des cardinaux au moment de la renonciation de Benoît XVI effective le 28 février 2013. Mais âgé de plus de 80 ans et ayant donc perdu sa qualité de cardinal électeur, il ne peut participer au conclave chargé d'élire le nouveau pontife. Le vice-doyen, le cardinal Etchegaray, étant dans le même cas, c'est, conformément à la Constitution apostolique Universi Dominici Gregis, le cardinal le plus ancien dans l'ordre le plus élevé, à savoir le cardinal Giovanni Battista Re, qui tient les prérogatives du doyen durant le conclave.
Le pape François accepte sa démission le 21 décembre 2019.
Il est mort en clinique des conséquences de la maladie à coronavirus 2019, qui s'est ajoutée à des pathologies antérieures, le 27 mai 2022.

## Polémiques
Angelo Sodano est le personnage central du livre Sodoma : Enquête au cœur du Vatican de Frédéric Martel dans lequel le journaliste dénonce son train de vie à Rome, ses liens d’« amitié fusionnelle » avec le dictateur Augusto Pinochet comme nonce au Chili, et évoque les réseaux gays qu'il utilisait pour reprendre en main les Églises latino-américaines et la théologie de la libération,. Après sa mort, Frédéric Martel révèle que le cardinal Sodano est celui qui était surnommé « La Mongolfiera » au Vatican, connu comme un homosexuel pratiquant et qui s'était constitué (par des intermédiaires) un réseau de migrants vivant de la prostitution,.
L'archevêque de Vienne Christoph Schoenborn accuse Angelo Sodano d'avoir protégé Hans Hermann Groër, accusé d'abus sexuels sur de jeunes séminaristes, dans les années 1990. Par ailleurs, selon l'hebdomadaire National Catholic Reporter, Angelo Sodano aurait protégé le fondateur des Légionnaires du Christ, Marcial Maciel Degollado. Ce dernier a vécu pendant de nombreuses années avec une femme et le couple avait un enfant. Marcial Maciel est aussi soupçonné d'agressions sexuelles sur des enfants et des séminaristes. C'est également Sodano qui exfiltre au Vatican l’archevêque de Boston Bernard Law, devenu le symbole du scandale d'abus sexuels dans l'archidiocèse de Boston, afin que son immunité diplomatique le protège de la justice américaine. 
Outre l'omerta que Sodano, l'un des hommes les plus puissants et redoutés du Vatican pendant près de trente ans, fait régner à propos des exactions de Maciel et plus généralement sur les affaires de pédophilie dans l'Église à travers le monde, il est également épinglé pour sa soif de pouvoir et d’intrigues, son train de vie fastueux à Rome et le luxe outrancier de son appartement romain à la taille extravagante, ainsi que pour ses manœuvres pour se maintenir au pouvoir. En janvier 2018, il recommande encore au pape François d'ignorer les accusations d’agressions sexuelles contre mineurs à l'encontre du prêtre Fernando Karadima, protégé par l'évêque Juan Barros Madrid (es), mais que le pape contraint néanmoins à démissionner.

## Succession apostolique
Angelo Sodano a ordonné les évêques suivants :
- Évêque Juan Bautista Herrada Armijo (de), O. de M. (1982)
- Évêque Javier Prado Aránguiz (es), SS.CC. (1984)
- Évêque Sebastian Kräuter (de) (1990)
- Évêque Petru Gherghel (de) (1990)
- Archevêque Mario Rizzi (de) (1991)
- Cardinal Lorenzo Baldisseri (1992)
- Archevêque Adriano Bernardini (1992)
- Archevêque André Pierre Louis Dupuy (1993)
- Archevêque Domenico De Luca (de) (1993)
- Archevêque Renzo Fratini (1993)
- Archevêque Francisco-Javier Lozano Sebastián (1994)
- Archevêque Giuseppe Lazzarotto (1994)
- Archevêque Luigi Ventura (1995)
- Archevêque Juliusz Janusz (1995)
- Cardinal Christophe Pierre (1995)
- Archevêque Antonio Sozzo (1995)
- Archevêque Antonio Lucibello (1995)
- Archevêque Gianni Danzi (it) (1996)
- Cardinal Emil Paul Tscherrig (1996)
- Cardinal Silvano Maria Tomasi, C.S. (1996)
- Archevêque Aldo Cavalli (1996)
- Archevêque Edward Joseph Adams (1996)
- Archevêque Hans Schwemmer (en) (1997)
- Cardinal Leonardo Sandri (1997)
- Archevêque Luigi Gatti (1998)
- Archevêque Giuseppe Pittau, S.I. (1998)
- Archevêque Nikola Eterović (1999)
- Archevêque Luigi Bonazzi (1999)
- Archevêque Orlando Antonini (1999)
- Archevêque Angelo Mottola (1999)
- Cardinal Mario Zenari (1999)
- Archevêque Mario Roberto Cassari (1999)
- Archevêque Joseph Chennoth (1999)
- Archevêque Antonio Mennini (2000)
- Évêque Alfonso Badini Confalonieri (it) (2001)
- Archevêque Giuseppe De Andrea (2001)
- Archevêque Ivan Jurkovič (2001)
- Cardinal Giovanni Angelo Becciu (2001)
- Archevêque Ivo Scapolo (2002)
- Évêque Zbigniew Kiernikowski (de) (2002)
- Cardinal Dominique Mamberti (2002)
- Archevêque Antonio Arcari (2003)
- Archevêque Eliseo Antonio Ariotti (2003)
- Archevêque Carlo Liberati (2004)
- Archevêque Anselmo Guido Pecorari (2004)
- Archevêque Renato Boccardo (2004)
- Cardinal Velasio De Paolis, C.S. (2004)
- Archevêque Paul Richard Gallagher (2004)
- Archevêque Raffaello Funghini (it) (2004)
- Archevêque Mario Giordana (2004)
- Archevêque Andrés Carrascosa Coso (2004)
- Archevêque Martin Vidović (2004)
- Évêque Jerzy Maculewicz (en), O.F.M.Conv. (2005)
- Archevêque Giambattista Diquattro (2005)
- Archevêque Michael August Blume, S.V.D. (2005)
- Archevêque Nicola Girasoli (2006)
- Évêque Nikolaus Messmer, S.I. (2006)
- Évêque Athanasius Schneider, O.R.C. (2006)
- Archevêque Leopoldo Girelli (2006)
- Archevêque Gianfranco Agostino Gardin (it), O.F.M.Conv. (2006)
- Archevêque James Patrick Green (2006)
- Évêque Janusz Kaleta (pl) (2006)
- Archevêque Santo Rocco Gangemi (2012)

## Titres honorifiques et décorations

### Doctoratshonoris causa
- Papieski Wydział Teologiczny we Wrocławiu (faculté théologique de Wrocław), 2002
- Uniwersytet Kardynała Stefana Wyszynskiego w Warszawie (université Cardinal-Stefan-Wyszyński, Varsovie), 2003

### Décorations
- Chevalier grand-croix de l'ordre du Mérite de la République italienne (décret du 19 novembre 1988[13])
- Chevalier de l'ordre suprême de la Très Sainte Annonciade
- Grand-croix de l'ordre des Saints-Maurice-et-Lazare
- Grand-croix de l'ordre de Charles III (Espagne, 2006)
- Médaille de l'ordre de l'Amitié du Kazakhstan (décret en 2001)
- Compagnon d'honneur honoraire de l'ordre national du Mérite de Malte (1995)[14]
- Grand-croix pro Merito Melitensi de l'ordre souverain de Malte (2001)
- Bailli grand-croix d'honneur et de dévotion de l'ordre souverain de Malte
- Grand-croix de l'ordre du Mérite de la république de Pologne (2006)[15]
- Grand-croix de l'ordre du Christ (Portugal, 1990)[16]
- Grand-croix avec collier de l'ordre de l'Étoile de Roumanie (2004)
- Grand-croix de l'Ordre de la Double Croix Blanche de Slovaquie (1997)[17]